# Tåg 56
Tåg 56 är en svensk dramafilm från 1943 i regi av Anders Henrikson. I huvudrollerna ses Anders Henrikson, Aino Taube och George Fant.

## Om filmen
Filmen premiärvisades den 26 december 1943. Stockholmspremiär månaden därpå, den 22 januari 1944 på biograf Grand. Den spelades in vid Centrumateljéerna i Stockholm med exteriörer från  Statens Järnvägars banområde i Krylbo av Elner Åkesson. 
Som förlaga för miljön har man Emil Bønnelyckes roman Lokomotivet från 1933, medan handlingen kommer från Herbert Grevenius pjäs Tåg 56 som uruppfördes på Svenska Dramatikers Studio i Stockholm 1941.
Filmen har visats i SVT, bland annat 1986, i september 2019 och i oktober 2021.

## Rollista
- Anders Henrikson – Oskar Ljungvik, lokförare
- Aino Taube – Britta, hans hustru
- George Fant – Lasse Rylander
- Emil Fjellström – Öhman, pensionerad lokförare
- Hugo Björne – Gustav Rylander, Lasses far, lokförare
- Ivar Kåge – lokmästare
- Carl-Gunnar Wingård – Johansson, lokförare
- Anna-Lisa Baude – fru Öhman
- Bellan Roos – Anna, Rylanders husa
- Gösta Bodin – lokförare i personalrummet
- Helge Andersson – lokförare i personalrummet
- Stig Johanson – ung man vid skjutståndet
- Millan Lyxell – hans flickvän
- Uno Larsson – äldre man vid skjutståndet
- Carl Andersson – gäst på 60-årsfesten
- Manja Povlsen – gäst på 60-årsfesten
- Hilmer Peters –  man som krävs på passersedel
- Pierre Colliander – klarinettist på 60-årsfesten

## Filmmusik i urval
- När skönheten kom till byn, kompositör Lille Bror Söderlundh, text Nils Ferlin, sång George Fant
- Ständchen, kompositör Jonny Heykens, framförs nynnande av Aino Taube
- Med en enkel tulipan, kompositör Jules Sylvain, text Sven Paddock, sång Harry Brandelius
- Ja, må han leva!, framförs med sång av Emil Fjellström och en kör
- Sjösalavals (Rönnerdahl han skuttar), kompositör och text Evert Taube, instrumental
- The Farewell Waltz (Godnatt-valsen), musikarrangemang Herbert Stothart musiken bygger på den skotska folkmelodin Auld Lang Syne, svensk text signaturen Tommy (Lennart Reuterskiöld), instrumental
- Vi gå över daggstänkta berg, kompositör Edwin Ericson eventuellt efter gånglåt från Hälsingland, text Olof Thunman, framförs i filmen av Emil Fjellström med ny text av Fritz Gustaf
- Ljuva minnen (Lovely Memories), kompositör Yngve Nilsson, musikarrangör Casper Hjukström, instrumental
- I Can't Give You Anything but Love, Baby, kompositör Jimmy McHugh, text Dorothy Fields, framföres visslande av George Fant